# Motte de Puy Taillé
La Motte de Puy Taillé, parfois orthographiée Mothe ou Puytaillé, est un tumulus situé sur la commune d'Assais-les-Jumeaux, dans le département des Deux-Sèvres. Sa datation est incertaine.

## Historique
Des fouilles y furent pratiquées de 1894 à 1896 par J. Vernaux, banquier à Airvault. Le tumulus a été classé au titre des monuments historiques en 1970.

## Description
Le tumulus s'étend sur 8 392 m2. Il mesure 140 m de long pour une largeur maximale au sud-est de 55 m. Il serait constitué de trois tumuli distincts alignés d'est en ouest, dont les hauteurs varient selon les sources entre 9 m et 13 m. Georges Germond évalue le volume des matériaux à 30 000 m3. Il est constitué de pierrailles et de blocs de calcaire bathonien provenant des affleurements voisins des bords de la Dive exploités en carrière.

## Fouilles
Selon Vernaux, le tumulus comporterait un mur circulaire en pierres sèches et divers murs transversaux. Vernaux mentionne avoir observé des couches d’ossements humains, des charbons de bois, des objets en silex, des fragments de poterie et un « clou de chariot ». Selon Eugène Proust, le pourtour du tumulus serait entouré d'un mur bas en gros rognons, mais ce mur n'est plus visible.
De par sa forme et sa nature, il pourrait s'agir d'un cairn dolménique réutilisé à l'âge du fer puis comme motte féodale, mais le site n'ayant jamais été fouillé de manière rigoureuse, sa nature réelle et sa datation demeurent incertaines.

## Folklore
Selon la tradition, le duc d'Anjou aurait observé le déroulement de la bataille de Moncontour depuis le sommet du tumulus.